# Teri Peterson
Teri Peterson (Santa Mónica (California), 6 de noviembre de 1959) es una modelo y actriz estadounidense. Fue Playmate del Mes para la revista Playboy en el número de julio de 1980.